# Arenaria longistyla
Arenaria longistyla är en nejlikväxtart som beskrevs av Adrien René Franchet. Arenaria longistyla ingår i släktet narvar, och familjen nejlikväxter.

## Underarter
Arten delas in i följande underarter:
- A. l. eugonophylla
- A. l. pleurogynoides